# نبردناو هیئی
نبردناو هیئی (به انگلیسی: Japanese battleship Hiei) یک کشتی بود که طول آن ۲۲۲ متر (۷۲۸ فوت ۴ اینچ) بود. این کشتی در سال ۱۹۱۲ ساخته شد.